# Marco Pantani
Pour les articles homonymes, voir Pantani.
Marco Pantani, né le 13 janvier 1970 à Cesena et mort le 14 février 2004 à Rimini, est un coureur cycliste italien. Il fut l'un des meilleurs grimpeurs de l'histoire du cyclisme sur route et l'un des coureurs les plus populaires. Il a notamment remporté un Tour de France et un Tour d'Italie.
Sa carrière atteint son apogée en 1998, lorsqu’il remporte successivement le Tour d'Italie et le Tour de France. Il est le septième coureur de l'histoire à l'avoir fait, cet exploit lui vaut le Vélo d'or. Son style offensif et ses excès, en course et hors course, sont à l'origine de son surnom d’il Pirata (« le pirate » en italien). Il cultivera ce surnom à travers son look : oreille percée, tatouage, bandana, etc. Il est également surnommé Elefantino (le nom de Dumbo en italien), en raison de ses oreilles décollées.
Sa carrière connaît un grave revers en 1999 quand il est interdit de départ lors de l'avant-dernière étape du Tour d'Italie qu'il était sur le point de remporter, et ce, à la suite d'un contrôle antidopage sanguin révélant un hématocrite trop élevé. Cet épisode précipitera la fin de sa carrière.
En février 2004, il est retrouvé mort dans une chambre d'hôtel de Rimini, dans laquelle il s'était cloîtré depuis plusieurs jours. Selon les conclusions des deux enquêtes menées sur cette affaire, son décès serait dû à l'association combinée d'une dose trop forte d'antidépresseurs et de cocaïne. Des doutes subsistent notamment quant aux circonstances exactes de sa mort.

## Biographie

### Les débuts (1970-1992)

#### Jeunesse et apprentissage (1970-1991)
Marco Pantani naît dans une famille modeste d'Émilie-Romagne, à Césène, et grandit dans la station balnéaire de Cesenatico, sur la côte Adriatique. Dès son plus jeune âge, il se découvre une passion pour la course et la compétition cycliste.

#### Victoire au Baby Giro et passage chez les professionnels (1992)
Chez les amateurs, Pantani se fait rapidement remarquer par ses performances en montagne. Il termine ainsi troisième du Baby Giro, le Tour d'Italie réservé aux amateurs, en 1990, puis deuxième en 1991. Il gagne la compétition en 1992, après avoir remporté deux étapes. Déjà, il surclasse ses rivaux en montagne, et impressionne les principaux observateurs, qui voient en lui le successeur potentiel de Claudio Chiappucci. C'est d'ailleurs l'équipe de ce grimpeur italien (Carrera-Tassoni) que Pantani rejoint dans un premier temps, chez les professionnels.

### L'ascension (1992-1997)

#### Débuts professionnels (1992-1993)
Pantani commence sa carrière en août 1992 dans l’équipe Carrera Jeans. En 1993, Pantani obtient ses premières places d'honneur chez les professionnels: 5e du Tour du Trentin, 6e du Grand Prix de Larciano, 19e du Tour du Pays basque notamment. Ses performances lui valent une sélection pour le Tour d'Italie, course dans laquelle il confirme ses exploits amateurs. Il fait partie des vingt premiers et accompagne souvent les meilleurs dans la montagne, avant qu'une chute n'interrompe sa progression et le contraigne à l'abandon au cours de la 18e étape. À partir de ce moment, sa carrière sera en permanence marquée par les chutes.

#### La révélation (1994)
En 1994, il revient sur le Tour d'Italie, où il remporte deux étapes coup sur coup. La première victoire a lieu en solitaire à Merano. Mais c'est surtout la deuxième victoire, à Aprica, le lendemain, qui suscite l'attention. Dans cette étape, il parvient, au cours de l'ascension du Passo di Mortirolo, à asphyxier le maillot rose Evgueni Berzin ainsi que Miguel Indurain, qui tente vainement de défendre son titre obtenu sur la « course rose » en 1992 et 1993. Pantani termine finalement deuxième de l'épreuve derrière Berzin mais devant Indurain.
Il confirme son potentiel quelques semaines plus tard en finissant 3e du Tour de France après avoir attaqué dans presque toutes les étapes de montagne. Ce comportement offensif lui vaut plusieurs places d'honneur : troisième à Lourdes-Hautacam (repris à moins d'un kilomètre de l'arrivée par Luc Leblanc et Miguel Indurain), troisième à Val-Thorens, deuxième à Luz-Ardiden ainsi que lors du contre-la-montre en côte de Morzine-Avoriaz. Pantani termine également meilleur jeune cette année-là.

#### Premières difficultés (1995-1996)
La saison 1995 semble bien commencer. Pantani monte progressivement en puissance, comme l'attestent une 18e place à Liège-Bastogne-Liège, une 25e place à la Flèche wallonne et une cinquième place au Tour des Apennins. Mais Pantani est de nouveau victime d'une chute, à l'entraînement, le 1er mai. Blessé au genou droit, il ne peut se présenter au départ du Tour d'Italie. Pantani participe finalement au Tour de Suisse, où il remporte la 9e étape en solitaire au sommet du Flumserberg, et où il termine 17e du classement général. Il se présente ensuite au départ de son deuxième Tour de France. Après des débuts discrets et beaucoup de temps perdu dans le premier contre-la-montre de Séraing, il remporte de façon spectaculaire la 10e étape entre Aime et l’Alpe d'Huez en établissant le record de cette ascension (36 min 50 s). Il récidive dans la 14e étape, entre Saint-Orens et la station ariégeoise de Guzet-Neige : il attaque dans l'avant-dernier col du parcours (le Port de Lers) puis avale la dernière ascension en solitaire, son avance s'établissant sur la ligne d'arrivée à plus de 2'30'' sur le groupe des leaders. Il conclut ce Tour à une modeste 13e place en raison d'une défaillance dans l'étape de Cauterets remportée par Richard Virenque et marquée par le décès de son compatriote Fabio Casartelli.
Il participe ensuite au Tour d'Espagne afin de se préparer pour les championnats du monde. Après avoir, comme il l'avait prévu, abandonné la Vuelta (non-partant à la 17e étape), il finit 3e du championnat du monde sur les hauts plateaux de Duitama, en Colombie derrière les Espagnols Abraham Olano et Miguel Indurain.
Quelques jours plus tard, une collision avec un chauffard lors de la course Milan-Turin le laisse avec une jambe cassée en deux endroits (double fracture ouverte tibia-péroné).

#### Le retour (1997)

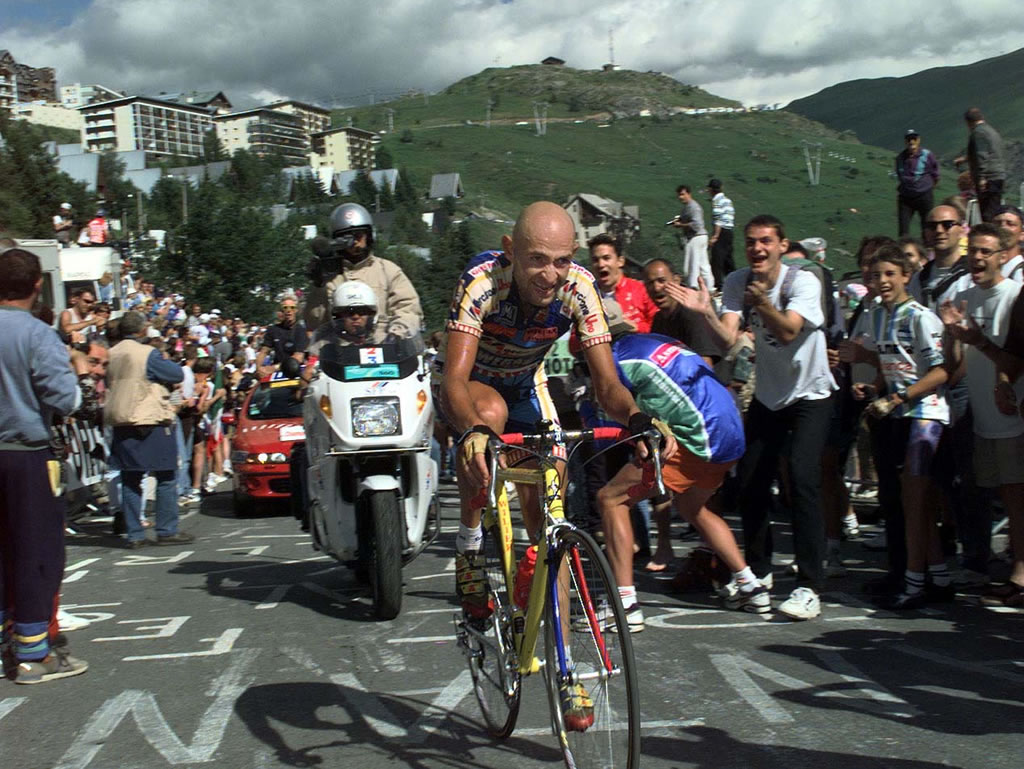
Marco Pantani, vainqueur à l'Alpe d'Huez sur le Tour de France 1997.

Après une saison 1996 principalement consacrée à la rééducation, Pantani passe à la Mercatone Uno en 1997, équipe dans laquelle il est dirigé par Giuseppe Martinelli, qui était déjà l'un de ses directeurs sportifs chez Carrera. Le groupe fonctionne alors sur le modèle des anciennes équipes, organisée autour d'un seul leader, en l'occurrence Pantani. Ce dernier réalise un bon début de saison : troisième du Tour du Pays basque, quatrième du Critérium international, huitième de Liège-Bastogne-Liège, septième de la Flèche wallonne notamment. Mais il ne finit pas le Giro d’Italia en raison d'une chute provoquée par un chat ayant traversé sa route au cours de la huitième étape menant à Cava de' Tirreni.
Pantani revient ensuite à la compétition en participant au Tour de Suisse ainsi qu'au Championnat d'Italie, qu'il termine dixième. Le Tour de France devient son grand défi de la saison. Après des débuts difficiles, au cours desquels Pantani est retardé par de nombreuses cassures ou chutes, l'Italien montre qu'il n'a pas perdu son coup de pédale en montagne. Il termine notamment troisième de la première étape pyrénéenne à Loudenvielle et deuxième à Andorre-Arcalis, derrière Jan Ullrich et devant Richard Virenque. La traversée des Alpes est encore plus fructueuse : victoire dans la 13e étape à l'Alpe d'Huez, où Pantani lâche un à un tous ses rivaux pour terminer en solitaire, puis victoire dans la 15e étape à Morzine, après une échappée dans le col de Joux Plane. À l'arrivée à Paris, Pantani termine encore une fois 3e du Tour de France.

### Un grimpeur sur le toit du cyclisme (1998-1999)

#### Le doublé Giro-Tour (1998)
En 1998, l'équipe Mercatone Uno reçoit le soutien financier de la marque de cycles Bianchi. L'un de ses dirigeants, Felice Gimondi, devient alors l'un des conseillers du Pirate. Il s'agit du dernier vainqueur italien du Tour de France. Parallèlement, l'effectif s'étoffe avec l'arrivée, notamment, du Russe Dimitri Konyshev. Cette année 1998 est la plus grande année de Pantani. Elle commence sous les meilleurs auspices avec une victoire d'étape en montagne au Tour de Murcie et une troisième place au classement général de cette épreuve. Le premier grand objectif de Pantani est le Tour d'Italie. Il doit y affronter le Suisse Alex Zülle, double vainqueur du Tour d'Espagne, le Russe Pavel Tonkov, vainqueur en 1996, ou encore le vainqueur sortant, l'Italien Ivan Gotti. Animateur infatigable des dix premiers jours, Pantani semble néanmoins inférieur à Zülle. Même sur son terrain de prédilection, la montagne, Pantani semble devoir s'incliner. C'est le cas dans l'étape arrivant au sommet de Lago di Laceno : Pantani attaque au pied de l'ascension, mais est finalement repris puis battu par Zülle. Après une courte victoire au sommet de Piancavallo devant Tonkov et Zülle, Pantani s'incline très largement dans le contre-la-montre de Trieste.
La surprise survient dans la dix-septième étape menant à Selva-di Val Gardena. Pantani attaque loin de l'arrivée, intègre un groupe d'échappés et parvient à reléguer Zülle à 4 minutes et 37 secondes. L'Italien, deuxième de l'étape derrière Giuseppe Guerini, endosse le maillot rose de leader, avec 30 secondes d'avance sur Pavel Tonkov. Ce dernier devient rapidement le principal rival de Pantani : il remporte ainsi l'étape suivante au sommet de l'Alpe di Pampeago, battant Pantani au sprint. L'explication finale a lieu au cours de la dernière étape alpestre qui s'achève à Montecampione. Alors que Pantani semble incapable de lâcher Tonkov, ce dernier subit une violente défaillance à deux kilomètres de l'arrivée, perdant près d'une minute sur Pantani. Le dernier contre-la-montre, à Lugano, voit contre toute attente Pantani conforter son avantage. Finalement, Pantani remporte son premier grand tour, avec 1 minute et 39 secondes d'avance sur Tonkov et 6 minutes et 51 secondes d'avance sur Guerini. Le Pirate remporte également le classement du meilleur grimpeur, termine deuxième du classement par points et deuxième du classement par équipes avec la Mercatone Uno.
Comme en 1994, Pantani décide de participer au Tour de France après le Giro. Le Pirate est discret durant les dix premiers jours de course, marqués par l'éclatement de l'affaire Festina et l'exclusion de ses coureurs, notamment le Français Richard Virenque, l'un des favoris. Mais dès la première étape de montagne, dans les Pyrénées (Pau-Luchon), Pantani montre qu'il n'a pas perdu sa forme du Tour d'Italie. Dans le col de Peyresourde, l'Italien s'échappe du groupe Ullrich pour finalement terminer deuxième de l'étape derrière son compatriote Rodolfo Massi et reprendre 23 secondes à Jan Ullrich. Pantani est alors 11e du classement général, à 4 minutes et 41 secondes d'Ullrich. Dans la deuxième étape pyrénéenne menant au Plateau de Beille, Pantani s'échappe à nouveau, rattrape le Suisse Roland Meier et remporte l'étape en solitaire. Il est alors quatrième du général, à 3 minutes et une seconde d'Ullrich. Pantani prendra le maillot jaune à l'issue de la 15e étape entre Grenoble et les Deux Alpes, en attaquant dans le col du Galibier, sous la pluie et le froid. A l'issue de cette étape qui restera comme sa plus grande victoire, il relègue à près de 9 minutes le favori Jan Ullrich, à la dérive. Après avoir résisté aux assauts d'Ullrich sur les pentes du col de la Madeleine, dans l'ultime étape alpestre s'achevant à Albertville, il termine troisième du contre-la-montre menant les coureurs au Creusot. Pantani s'impose finalement au classement général devant Jan Ullrich et Bobby Julich. Il sera Vélo d'or et Mendrisio d'or en fin d'année pour son doublé Grande Boucle - Giro.

#### Début 1999: un Pantani inarrêtable
Pantani commence sa saison par une victoire au classement général du Tour de Murcie. Dans Milan-San Remo, le Pirate impressionne les suiveurs par son attaque dans la Cipressa. Même s'il est finalement rattrapé, le Pirate semble être alors en grande forme. Il confirme cette forme par une huitième place sur le Tour du Pays basque et une troisième place sur le Tour du Trentin.
Le début du Tour d'Italie confirme cette tendance. Pantani surclasse ses concurrents et remporte quatre étapes, à Gran Sasso, Oropa (malgré une crevaison au pied de l'ascension), Alpe di Pampeago et Madonna di Campiglio, à chaque fois en altitude. A deux jours de l'arrivée, il compte près de six minutes d'avance sur son plus proche rival au classement général, l'Italien Paolo Savoldelli, et se dirige tout droit vers un deuxième succès consécutif dans le Giro. En Italie, la popularité de Marco Pantani atteint des sommets.

#### Exclusion du Tour d'Italie (1999)
Au lendemain matin du coup de force du Pirate vers le sommet du Madonna di Campiglio, le Giro 1999 prend une tournure inattendue. Les résultats du contrôle antidopage pratiqués sur Pantani la veille sont révélés. Ceux-ci s’avèrent anormaux. Il a été contrôlé avec un taux d’hématocrite de 52 % (la limite autorisé étant de 50 %, au-delà, le coureur est mis hors course). Marco Pantani est suspendu quinze jours et est donc exclu de ce Giro. C’est le choc dans le peloton. Le Pirate nie en bloc tout dopage et crie au complot. Les tifosi et même ses adversaires dans le peloton prennent son parti. Son dauphin au classement général, Paolo Savoldelli, passé en tête du classement général à la suite de l’exclusion de Pantani, refusera de porter le Maillot Rose lors de l’étape suivante, par respect pour son rival. En mars 2016, il est annoncé que la mafia italienne aurait commandité ce contrôle positif.

### Fin de carrière (2000-2003)

#### Le retour du banni (2000)

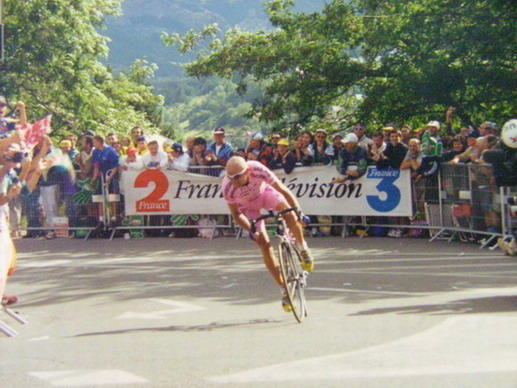
Pantani, à Briançon sur le Tour de France 2000.

Après un début de saison très discret, Pantani annonce, quelques jours avant le départ du Giro et alors que son équipe n'a pas prévu de l'aligner, qu'il va quand même participer à la course rose.
Il est très effacé en début de course, laissant le leadership à son traditionnel lieutenant, Stefano Garzelli. Mais Pantani retrouve progressivement ses jambes lors de la dernière semaine de course dans les Alpes, dernier théâtre d'affrontement entre Garzelli, Gilberto Simoni et Francesco Casagrande, porteur du maillot rose depuis sa victoire à l'Abetone. Lors de l'étape de Pratonevoso, Pantani fait le train pour Garzelli, qui l'emporte au sprint et grignote quelques secondes grâce aux bonifications. Mais c'est surtout lors de l'antépénultième étape vers Briançon que Pantani retrouve de sa superbe. D'abord lâché, il revient comme une fusée sur le groupe de tête avant de soutenir Garzelli dans l'Izoard. Le Pirate finit deuxième de l'étape. Il permet surtout à Garzelli de rester au contact de Casagrande au général, ce qui lui donnera l'occasion, le lendemain, de ravir à Casagrande le maillot rose lors du contre-la-montre de Sestrières et de remporter son premier grand tour.
Auréolé de cette progression sur le Tour d'Italie, Pantani arrive sur le Tour de France avec des ambitions, mais il ne retrouve pas le niveau exceptionnel atteint entre 1998 et 1999. Lors de la première étape pyrénéenne, à Lourdes-Hautacam, on le croit d'abord revenu à son meilleur niveau, puisqu'il parvient dans un premier temps à accrocher la roue du vainqueur sortant Lance Armstrong, mais il craque rapidement. Néanmoins, il se refait une santé à l'abord des Alpes et remporte deux étapes, au Mont Ventoux et à Courchevel.
Au matin de la dernière étape de montagne, entre Courchevel et Morzine, Lance Armstrong semble avoir course gagnée. Il compte sept minutes et demie d'avance sur son dauphin au classement général, Jan Ullrich, et plus de neuf minutes sur Pantani, seulement sixième. Vexé par les déclarations condescendantes de l'Américain à son égard dans la presse, il lance à la surprise générale une attaque en solitaire à 130 km de l'arrivée, au pied du premier des cinq cols de l'étape, et menace le maillot jaune pendant toute la journée. Derrière, les équipes du leader et des coureurs qui le précèdent au classement général décident de collaborer pour l'empêcher de prendre trop d'avance. Son escapade solitaire d'une centaine de kilomètres va s'avérer fatale: rejoint au pied du dernier col de la journée, celui de Joux-Plane, Pantani perd de nombreuses minutes à l'arrivée. Il chute de la 6e à la 14e place au classement général. Le pirate ne repart pas au lendemain de cette 16e étape du Tour de France 2000, à cause d'un virus gastrique.

#### Nouvelles difficultés (2001-2002)
En 2001, le dopage le rattrape encore. Le 6 juin, en plein cœur du Giro, la police lance une vaste opération antidopage : c’est le blitz de San-Remo. Des dizaines de policiers investissent en pleine nuit les hôtels des équipes inscrites à ce Giro à la recherche de produits dopants. Plusieurs kilos de produits dopants, ainsi que du matériel d’injection, sont saisis dans la plupart des hôtels. De nombreux coureurs sont arrêtés. Les policiers retrouvent une seringue d’insuline (un produit interdit) dans la chambre de Pantani, qui est donc lui aussi exclu de ce Giro et suspendu pour 6 mois.

#### Le dernier retour (2003)
En 2003, il entame le Tour d'Italie après un début de saison meilleur que les années précédentes (10e place à la Semaine internationale Coppi-Bartali notamment), il progresse au fil des jours et se montre aux avant-postes lors de la difficile étape du Monte Zoncolan tout d'abord, puis attaque à de nombreuses reprises sur la route de la Cascata del Toce, sans parvenir à prendre en défaut la vigilance du leader Gilberto Simoni. Très déçu de voir son équipe non sélectionnée pour le Tour de France 2003 (Tour du Centenaire), il se détache peu à peu de la compétition sportive.

### Décès (2004)

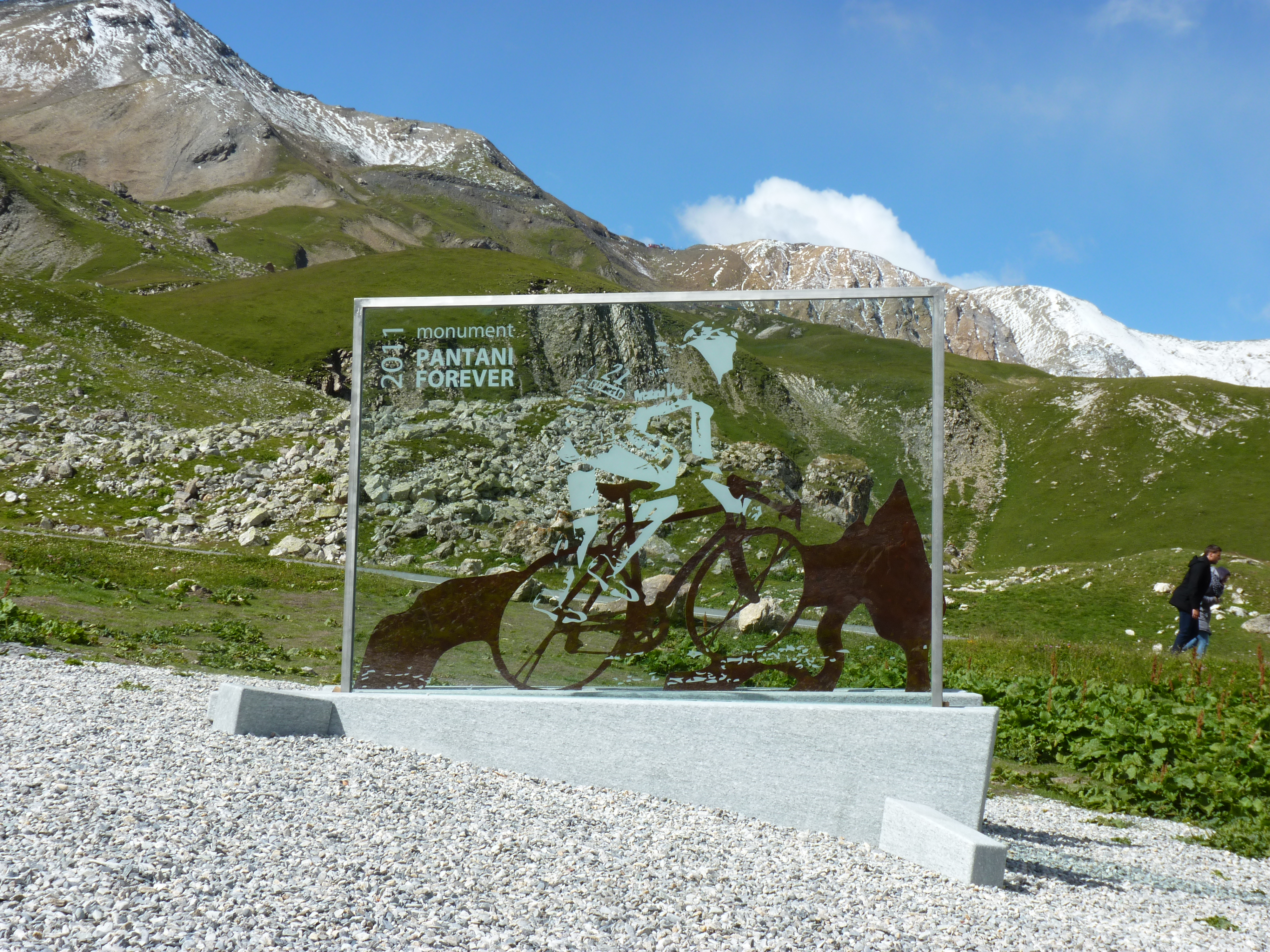
Stèle Marco Pantani au col du Galibier à Valloire en Savoie.

Devenu une sorte de « mouton noir » du cyclisme, il sombre peu à peu dans le doute, la solitude, la dépression, les mauvaises fréquentations puis la drogue. Le 14 février 2004, il est retrouvé mort des suites d’un œdème cérébral et pulmonaire dans une chambre d'hôtel de Rimini en Italie, dans laquelle il était reclus depuis plusieurs jours. Les meubles de sa chambre d'hôtel sont renversés et il est blessé au visage. L'autopsie révèle que la mort a été causée par une surdose de cocaïne. Le journaliste Mario Pugliese, qui avait réalisé la dernière interview du champion pour la Voce di Romagna explique peu après sa mort avoir perçu le malaise du « Pirate ».
Plus de trois ans après la disparition de Marco Pantani, la mère du champion a demandé l'ouverture d'une nouvelle enquête. Elle estime, entre autres, que l'heure de sa mort n'est pas claire. Un livre sorti en 2007 sur l'affaire Pantani soulève lui aussi de nouveaux doutes quant à la thèse officielle de l'overdose.
Le 15 janvier 2008, Fabio Carlino, accusé d'être le dealer de Marco Pantani (en particulier pour la dose qui lui a coûté la vie) et également le propriétaire d'une discothèque, est condamné à quatre ans et demi de prison par le tribunal de Rimini. Carlino devra également verser à la famille de Pantani 300 000 euros, somme que la mère de Pantani a décidé d'utiliser pour ouvrir une école de cyclisme. Le 10 novembre 2011, Fabio Carlino est libéré. Le tribunal a indiqué que « les faits ne constituaient pas un crime en soi ».
Le 2 août 2014, la justice italienne rouvre l’enquête sur le décès du coureur cycliste afin de déterminer si la surdose de cocaïne dont il a été victime n’aurait pas été administrée par un tiers. Le 28 septembre 2017, l'enquête est définitivement refermée et conclut à une mort due à l'association d'une dose trop forte d'antidépresseurs et de cocaïne et non à un homicide.

## Style et qualités physiques

### Style
Son domaine de prédilection était la très haute montagne. Son gabarit ultra-léger de pur grimpeur lui permettait de placer des accélérations violentes dès que la route s’élevait et de réaliser de longs raids en solitaire lors des étapes les plus difficiles. Il est considéré comme l’un des meilleurs grimpeurs de l’Histoire du cyclisme, au même titre que Charly Gaul (avec qui il entretenait des liens privilégiés) ou Federico Bahamontes. Dans ses grands jours, Pantani était également capable de réaliser de bonnes performances dans les contre-la-montre. Il a ainsi terminé troisième du dernier contre-la-montre du Tour de France 1998 et quatrième du dernier contre-la-montre du Tour d'Italie 1998, à chaque fois avec le maillot de leader sur les épaules.

### Qualités physiques
Puissances développées par Marco Pantani sur le Tour de France 1998, exprimées en « watts » (calculées pour un athlète de 70 kg), Frédéric Portoleau :
- Environ 445 watts de moyenne[13].
- Plateau de Beille : ascension en 43 min 30, à la vitesse de 21,79 km/h, et à la puissance de 436,93 watts[14].
- Les Deux Alpes : il atteint les 450 watts[15].

## Affaires de dopage

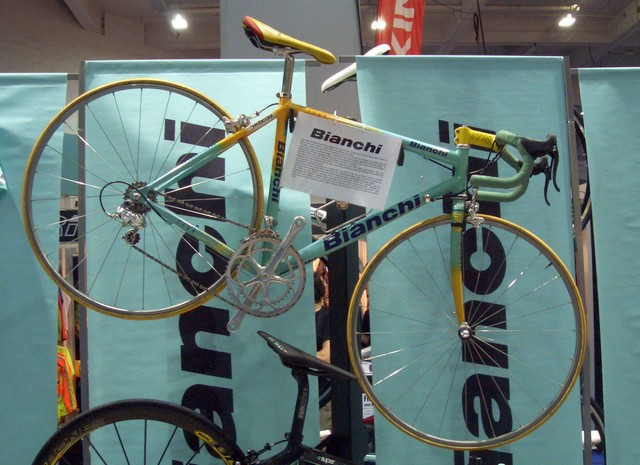
Le vélo que Pantini a utilisé pendant le Tour de France en 1998. Ce vélo en particulier était son vélo de montagne pour ce tour.

### Le Milan-Turin 1995
Le 13 octobre 2000, Pantani est convoqué devant le tribunal de Forlì pour fraude sportive : absorption présumée d'EPO. Il risque d'un mois à un an de prison. L'affaire avait commencé au 18 octobre 1995. Blessé lors d'un accident sur le Milan-Turin, il avait été contrôlé avec un hématocrite (pourcentage du volume de globules rouges dans le sang) anormalement élevé pendant son séjour à l'hôpital. L'hématocrite de Pantani était de 60,1 %, nettement au-dessus des 50 % tolérés par l'UCI. Le 12 décembre 2000, il est condamné à 3 mois de prison avec sursis et à une amende. Pantani décide de faire appel de cette décision. Le 23 octobre 2001, il est acquitté par la cour d'appel de Bologne. Selon elle, les "faits n'étaient pas juridiquement considérés comme un délit". Pantani, qui a toujours nié avoir fait usage d'EPO durant sa carrière, avait justifié son hématocrite trop élevé par la déshydratation au retour d'un séjour en altitude en Colombie, avant la course Milan-Turin.

### LeTour d'Italie 1999
Le 24 janvier 2001, Pantani mis en examen pour fraude sportive par le tribunal de Trente,
. Pantani avait été exclu du Giro en juin 1999 à la suite d'examens sanguins suspects qui avaient montré un taux anormal de globules rouges dans son sang (hématocrite), signe d'un possible usage d'EPO. Il risquait 6 mois de prison et 500 euros d'amende. Mais, le 2 octobre 2003, il est acquitté. Le président du tribunal a motivé sa décision en estimant que "(le dopage) n'était pas considéré comme un crime aux yeux de la loi à l'époque".

### LeBlitz de San Remosur leTour d'Italie 2001
Le 29 décembre 2001, Pantani apprend qu'il fait partie d'une liste de 86 coureurs impliqués dans le Blitz de San Remo. Les enquêteurs de la brigade antistupéfiants des carabiniers (NAS) avaient trouvé le 27 mai 2001, des traces d'insuline dans une seringue saisie dans sa chambre d'hôtel de Montecatini Terme (Toscane). Pantani a été entendu une première fois par les carabiniers le 11 avril 2002, niant les faits. Entendu le 28 avril 2002 par la commission antidopage du CONI, il a modifié sa première version et a affirmé avoir occupé cette chambre, tout en confirmant ne rien savoir de la seringue avec l'insuline qui y a été découverte.
Le 2 mai 2002, le CONI requiert une suspension de 4 ans à l'encontre de Pantani. Le 17 juin 2002, il est suspendu 8 mois par la commission de discipline de la fédération italienne et écope d'une amende d'environ 2 000 euros. Ses avocats annoncent immédiatement leur intention de faire appel auprès du TAS pour qu'il soit blanchi et le CONI fait également appel mais pour que la suspension de Pantani soit prolongée à un an. Le 13 juillet 2002, il est blanchi par le TAS, faute de preuves. Le 20 août 2002, l'UCI décide de faire appel, à son tour, de cette décision auprès du TAS. Le 13 mars 2003, le TAS prononce, cette fois-ci, une suspension rétroactive de 6 mois valable jusqu'au 17 mars, à son encontre, et lui demande de verser 2 400 euros d'amende.

### L'Affaire Puerto
Selon le journal italien Corriere della Sera, Marco Pantani, aurait fait partie des clients du Dr Eufemiano Fuentes, impliqué dans l'affaire Puerto : il apparaîtrait sous le pseudonyme PTNI dans les dossiers de Fuentes. Le docteur lui aurait vendu plus de 40 000 unités d'EPO, sept doses d'hormone de croissance, trente doses de stéroïdes anabolisants et quatre doses d'hormones ayant l'habitude de traiter la ménopause. Selon l'enquête espagnole, Pantani aurait versé 36 000 euros de traitement à Fuentes.

### Positif à l'EPO lors du Tour de France 1998
En 2013, une commission d'enquête du Sénat français sur la lutte contre le dopage a demandé l'identité des coureurs dont les échantillons d'urine prélevés lors du Tour de France 1998 se sont révélés positifs à l'EPO lors de tests rétroactifs effectués en 2004. Selon le rapport de la commission d'enquête, Marco Pantani, Laurent Jalabert et Jan Ullrich font partie des coureurs dopés à l'EPO lors de cette course.

## Culture

### Musique
- Le groupe de rock français Les Wampas a écrit une chanson en hommage à Marco Pantani, Rimini.
- Le groupe de pop-rock italien Nomadi a écrit une chanson posthume en son hommage.
- Le jeune chanteur de rap italien Ketama126, originaire de Rome, a écrit une chanson en son hommage dont le titre est Pantani.

### Littérature
- De Jacques Josse : Marco Pantani a débranché la prise, éditions La Contre Allée, 2015
- De Fred Poulet : 21 virages, roman, éditions en exergue, 2021

### Cinéma
- 2020 : L'Affaire Pantani (Il caso Pantani - L’omicidio di un campione) de Domenico Ciolfi[29]

## Palmarès, résultats et distinctions

### Palmarès amateur
| - 1989 - 2e étape de la Sei Giorni del Sole - 2e de Sondrio-Lovigno - 3e de la Coppa Trofeo Socchi - 1990 - Champion d'Émilie-Romagne sur route - Mémorial Pancotti - 2e du Tour d'Émilie-Romagne - 3e du Girobio - 1991 - 10e étape du Girobio - Gran Premio Meldola - Cronoscalata della Futa - Tour d'Émilie amateurs - 2e du Girobio - 2e du Tour du Frioul - 2e du Grand Prix de Poggiana - 3e du Giro delle Valli Aretine | - 1992 - Girobio : - Classement général - 9e et 10e étapes - 2e du Gran Premio Nereto - 2e de la Coppa Martiri Montemaggio - 3e de la Coppa Ristorante Apollo |  |

### Palmarès professionnel
| - 1992 - 3e du Mémorial Nencini (contre-la-montre) - 1994 - 14e et 15e étapes du Tour d'Italie - Classement du meilleur jeune du Tour de France - 2e du Tour d'Italie - 3e du Tour de France - 1995 - 9e étape du Tour de Suisse - Tour de France : - Classement du meilleur jeune - 10e et 14e étapes - Médaillé de bronze du championnat du monde sur route - 1997 - Rominger Classic - 13e et 15e étapes du Tour de France - 2e d'À travers Lausanne - 3e du Tour de France - 3e du Tour du Pays basque - 5e de la Flèche wallonne - 8e de Liège-Bastogne-Liège | - 1998 - 4ea étape du Tour de Murcie - Tour d'Italie : - Classement général - Classement de la montagne - 14e et 19e étapes - Tour de France : - Classement général - 11e et 15e étapes - À travers Lausanne - 3e du Tour de Murcie - 1999 - Tour de Murcie : - Classement général - 4e étape - 2e étape de la Semaine catalane - 8e, 15e, 19e et 20e étapes du Tour d'Italie - 3e du Tour du Trentin - 8e du Tour du Pays basque - 2000 - 12e et 15e étapes du Tour de France |  |

### Résultats sur les grands tours

#### Tour de France
5 participations
- 1994 : 3e,  vainqueur du classement du meilleur jeune
- 1995 : 13e,  vainqueur du classement du meilleur jeune, vainqueur des 10e et 14e étapes
- 1997 : 3e, vainqueur des 13e et 15e étapes
- 1998 :  vainqueur du classement général, vainqueur des 11e et 15e étapes,  maillot jaune pendant 5 jours
- 2000 : abandon (17e étape), vainqueur des 12e et 15e étapes

#### Tour d'Italie
9 participations
- 1993 : abandon (18e étape)
- 1994 : 2e, vainqueur des 14e et 15e étapes
- 1997 : non-partant (9e étape)
- 1998 :  vainqueur du classement général,  vainqueur du classement de la montagne, vainqueur des 14e et 19e étapes,  maillot rose pendant 6 jours
- 1999 : exclusion à deux jours de l'arrivée pour contrôle sanguin anormal, vainqueur des 8e, 15e, 19e et 20e étapes,  maillot rose pendant 8 jours
- 2000 : 28e
- 2001 : exclusion à quatre jours de l'arrivée pour dopage (Blitz de San Remo)
- 2002 : abandon (16e étape)
- 2003 : 14e

#### Tour d'Espagne
2 participations
- 1995 : non-partant (17e étape)
- 2001 : abandon (11e étape)

| Carrière       | 1993 | 1994 | 1995 | 1996 | 1997 | 1998 | 1999 | 2000 | 2001 | 2002 | 2003 |
| -------------- | ---- | ---- | ---- | ---- | ---- | ---- | ---- | ---- | ---- | ---- | ---- |
| Tour d'Italie  | Ab.  | 2e   | -    | -    | Ab.  | 1er  | Ex.  | 28e  | Ex.  | Ab.  | 14e  |
| Tour de France | -    | 3e   | 13e  | -    | 3e   | 1er  | -    | Ab.  | -    | -    | -    |
| Tour d'Espagne | -    | -    | Ab.  | -    | -    | -    | -    | -    | Ab.  | -    | -    |

### Distinctions
- Vélo d'or : 1998
- Mendrisio d'or : 1998
- Sportif italien de l'année au Gazzetta Sports Awards : 1998